# ماسكيلي كارولينا كاكيتلا
ماسكيلي كارولينا سيلسنج كاكيتلا (بالإنجليزية: Masechele Caroline Ntseliseng Khaketla) (من مواليد عام 1918 - والمُتوفاة في 13أغسطس عام 2012) هي مُعلمة وكاتبة من ليسوتو.

## سيرتها الذاتية
وُلدت كاكيتلا في مقاطعة بيريا في ليسوتو، والتحقت بمدرسة ابتدائية في ليبهايرنج وسيليو في مقاطعة موهيلز هوك، وتخلرّجت بشهادة استثنائية من الدرجة الأولى. ومن عام 1933 إلى 1935 درست كاكيتلا في موريجا، لتُصبح أول امرأة من ليسوتو تحصل على شهادة للتدريس الأساسي. التحقت كاكيتلا بعد ذلك بكلية فورت هير الجامعية، حيث أصبحت في عام 1941 أول امرأة من ليسوتو تتخرج بدرجة البكالوريوس في تعليم الفنون.
أمضت كاكيتلا بعض الوقت كمدرسة في مؤسسة لوفيديل، حيث كان جودفري كوليسانج من بين تلاميذها. ثم عملت لفترة وجيزة في مدرسة تابانا مورينا للبنات، قبل الذهاب إلى إلى التدريب في كلية موريجا. قابلت ماسكيلي بينيت ماكالو كاكتلا هناك، والذي أصبح فيما بعد زوجها. قامت كاكيتلا وزوجها بالتدريس معًا في مدرسة باسوتولاند الثانوية في ماسيرو، إلى أن تم فصله بسبب نشاطه السياسي، ثم ذهب إلى نايجل في جنوب إفريقيا للعمل. وفي عام 1953، عادت ماسكيلي إلى ليسوتو لبدء مسيرتها السياسية، وعادت إلى مدرسة باسوتولاند الثانوية.
في وقت لاحق من هذا العِقد، قامت كاكيتلا مع زميلتها بتطوير مدرسة ابتدائية ابتدائية، وسُميت («افعلها بنفسك»)، والتحق بها أكثر من ألف طالب بحلول عام 1988. كان من بين تلاميذ تلك المدرسة «ماموهاتو» من ليسوتو وابنها ليتسي الثالث. فقدت كاكيتلا السيطرة على المدرسة في عام 1992، وفتحت واحدة أخرى في منزلها.
كتبت كاكيتلا 11كتابًا، بما في ذلك المجموعات الشعرية بالللغة السوتية. أصبحت كاكيتلا في عام 1979 أول امرأة من ليسوتو يتم تعيينها كمُقيمة في المحكمة العليا. عملت كاكيتلا أيضًا في مجلس جامعة ليسوتو الوطنية وفي مجلس التخطيط الوطني للحكومة. كما كانت كاكيتلا نشطة في اللجنة الخاصة المعنية بوضع المرأة في لجنة إصلاح القوانين، وناشطة في الكنيسة الأنغليكانية واتحاد الأمهات.
أصبحت كاكيتلا في عام 1983 أول أمرأة من ليسوتو تحصل على درجة الدكتوراه الفخرية للأدب من الجامعة الوطنية. وفي عام 1997، حصلت على الجائزة الذهبية للإنجاز القياسي من المعهد البيوغرافي الأمريكي.
كانت كاكيتلا أم لستة أطفال، بما في ذلك «مامفونو كاكيتلا». تم تكريمها بعد وفاتها في كاتدرائية سانت ماري الأنجليكانية وسانت جيمس في ماسيرو، قبل دفنها في مقبرة كوكوبيلا.

## قائمة أعمالها
- «جبال ووسائد»
- ماسيلو ماسيلو
- «المرأة التي تعينني»
- «روح الإنسان»
- «أنا أحبك»
- «مجموعات الدخان»
- «الذهاب إلى الموتى»
- «الشريك المعاكس»
- "" إيقاف
- «عرض العرض»
- «الشرف» (2002)